# Neuendorf (Kalbach)
Neuendorf (ⓘ) ist eine Wüstung in der Gemeinde Kalbach im Landkreis Fulda.

## Geografische Lage
Die Wüstung liegt auf einer Höhe von 519 m über NN in der Gemarkung Oberkalbach, südöstlich des Dorfes in Richtung Heubach an der Gemarkungsgrenze. Beiderseits der Grenze gibt es Flurnamen mit Bezug auf die Wüstung: Nenndorfsäcker und Im Nenndorfsfeld. 

## Geschichte
Die älteste erhaltene schriftliche Erwähnung stammt aus dem Jahr 1399, letztmals wurde der Ort 1596 erwähnt. Als historische Namensformen sind überliefert:
- Nenndorf
- Neudorf
- Neundorf
- Nonndorf
- Nönndorf
- Nenners

Neuendorf gehörte zum Gericht Altengronau, das 1333 als Reichslehen aus einer Erbschaft vom Haus Rieneck an die Herrschaft Hanau kam. Aus dem Gericht entstand im 15. Jahrhundert das Amt Schwarzenfels der Grafschaft Hanau, ab 1459: Grafschaft Hanau-Münzenberg.

## Weblink
- „Neuendorf (Wüstung), Landkreis Fulda“. Historisches Ortslexikon für Hessen.  In: Landesgeschichtliches Informationssystem Hessen (LAGIS).

Koordinaten: 50° 23′ 17″ N, 9° 42′ 38,6″ O